# Skewen
Skewen är en ort i Storbritannien.   Den ligger i kommunen Neath Port Talbot och riksdelen Wales, i den södra delen av landet, 260 km väster om huvudstaden London. Skewen ligger 55 meter över havet och antalet invånare är 8 500.
Terrängen runt Skewen är kuperad åt nordost, men åt sydväst är den platt. Runt Skewen är det tätbefolkat, med 411 invånare per kvadratkilometer. Närmaste större samhälle är Swansea, 7,8 km sydväst om Skewen. Trakten runt Skewen består i huvudsak av gräsmarker.